# Ferrovie Elettriche Ichibata

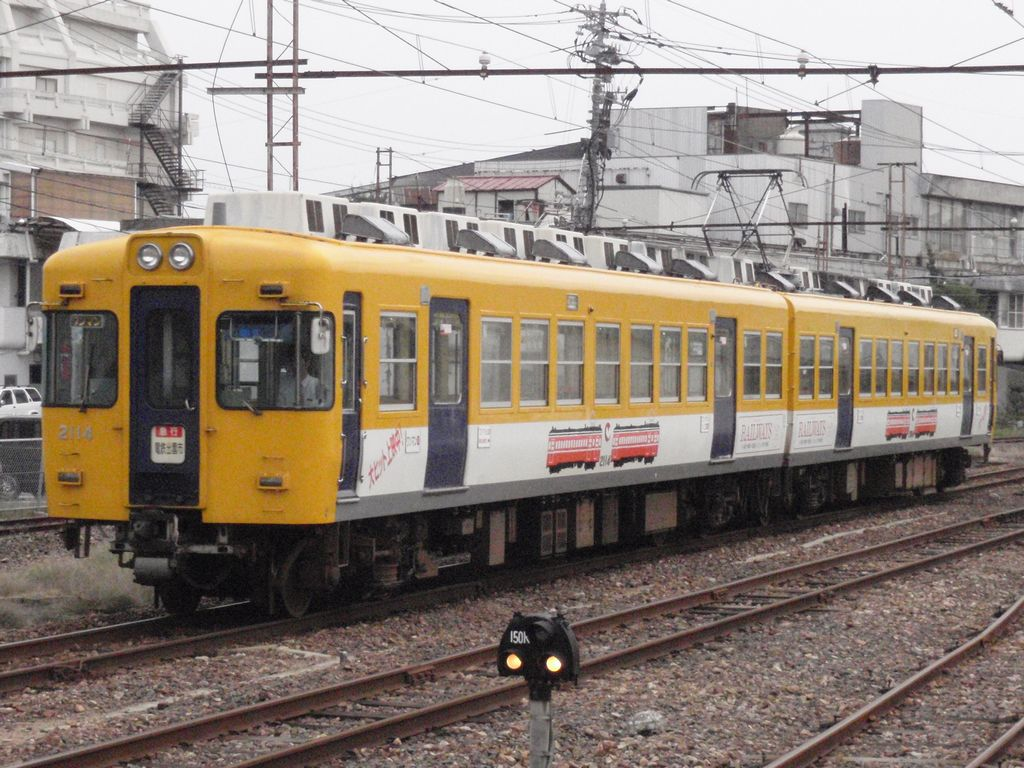
Treno della serie 2100

Le Ferrovie Elettriche Ichibata (一畑電車?, Ichibata Densha) sono una società ferroviaria giapponese privata che opera lungo la costa della prefettura di Shimane, nella parte occidentale dell'isola dello Honshū, e gestisce due linee ferroviarie locali, oltre a una rete automobilistica.

## Linee ferroviarie

### Linee correnti
- Linea Kita-Matsue (北松江線, Dentetsu Izumoshi - Matsue Shinji-ko Onsen)
- Linea Taisha (大社線, Kawato - Izumotaisha-mae)

### Linee abbandonate
- Linea Hirose (広瀬線): Arashima - Izumo-Hirose
- Linea Tachikue (立久恵線): Izumoshi - Izumo-Susa
- Linea Kitamatsue (北松江線): sezione fra Ichibata e Ichibataguchi